# Akbaš
Akbaš je varianta anatolského pasteveckého psa pocházející ze západního Turecka.

## Popis
Je to bílý, huňatý pes. Srst je obvykle dvojího typu: krátká nebo dlouhá s hustou jemnou podsadou, vždy bílá a často mírně zvlněná nebo zplstěná. Jeho výška se pohybuje mezi 71 a 86 cm a váha od 40 kg do 65 kg. Barva očí je od zlatohnědé do tmavě hnědé. Uši psa jsou převislé do tvaru V, na konci lehce zaoblené. U importovaných jedinců se připouští kupírované uši, jinak se akbaš nekupíruje.

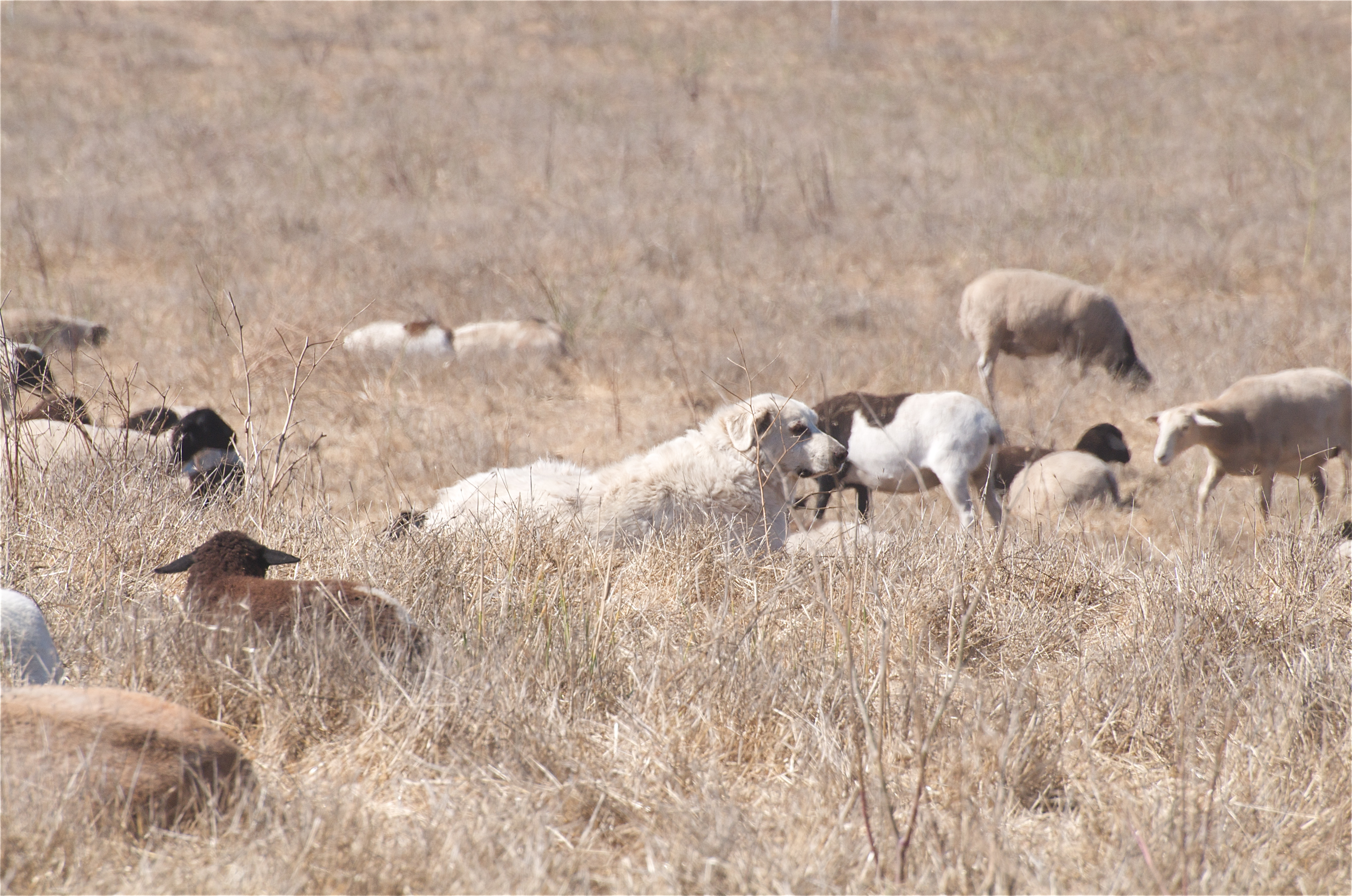
Akbaš hlídající stádo

## Původ
Plemeno pochází z Turecka. Předci Akbaše se dostali do Malé Asie s pocestnými z východu ve středověku. V Malé Asii žije už přes tisíc let. V 70. letech se rozšířil do USA, kde sloužil k ochraně stád dobytka před kojoty.

## Charakteristika
Akbaš je velmi dominantní plemeno, proto se nedoporučuje do rodiny. Také je aktivní a nejvíce jej baví nahánění dobytka, nejčastěji právě ovcí. Je vhodný jako hlídací či služební pes. Celkově je velmi opatrný a předvídavý, rychle se orientuje v situaci. Je to pastýřské plemeno, využívá se k ochraně stád ovcí. Průměrná délka života je 10–11 let. Styk s jinými psy může vyvolat konflikty. Plemeno bylo uznáno v roce 1998 v United Kennel Clubu. Dodnes není uznán FCI.